# Битка при Одрин (1331)
Вижте пояснителната страница за други значения на Битка при Одрин.
Битка при Одрин (1331) е битка, състояла се край град Одрин през 1331 г.

## Предистория
През 1330 г. Михаил III Шишман Асен умира в битката при Велбъжд, победен от сърбите с измама. Крал Стефан Дечански диктува на търновските пратеници за мир Иван Стефан — син на убития цар и сръбска марионетка. След само 8 месеца през 1331 г. Иван Стефан е свален след дворцов преврат и на трона се качва Иван Александър.
След няколко месеца обаче в столицата идва Шишман II – синът на Михаил Шишман и Анна Неда. Той е посрещнат от императора, след което титлата му цар на България е призната.
Ядосан, Иван Александър пише предупредително писмо на Андроник III, с което иска да го принуди да му бъде предаден Шишман II. Императорът обаче не изпълнява искането. Българският цар започва да събира войската си. Уплашен, че няма да издържи на ново поражение, Андроник се съюзява с турските емири, които са му отнели повечето територии в Мала Азия. Въпреки това Иван Александър вдига войските си при Сливен.

## Битката
Войските на царя са пресрещнати край Одрин от визатийско-турската коалиция. Разиграва се голяма битка, като най-вероятният резултат от нея е победа за византийската армия или неясен.

## Последици
След тази битка между България и Византия е сключен мирен договор.